# A Natural Disaster
A Natural Disaster es el séptimo álbum de estudio de la banda británica Anathema. Fue lanzado el 3 de noviembre de 2003 en el Reino Unido y el 24 de febrero de 2004 en los Estados Unidos con el sello Music For Nations. A diferencia de trabajos anteriores, este álbum sólo despliega un tema donde las guitarras pesadas tienen real preponderancia, que es Pulled Under at 2000 Meters a Second. En cuanto a los demás, el estilo del álbum puede ser catalogado dentro de una esfera minimalista y lento, siempre muy atmosférico con retoques progresivos. 

## Lista de canciones
| A Natural Disaster |                                        |          |  |
| N.º                | Título                                 | Duración |  |
| 1.                 | «Harmonium»                            | 5:28     |  |
| 2.                 | «Balance»                              | 3:58     |  |
| 3.                 | «Closer»                               | 6:20     |  |
| 4.                 | «Are You There?»                       | 4:59     |  |
| 5.                 | «Childhood Dream»                      | 2:10     |  |
| 6.                 | «Pulled Under at 2000 Meters a Second» | 5:23     |  |
| 7.                 | «A Natural Disaster»                   | 6:27     |  |
| 8.                 | «Flying»                               | 5:57     |  |
| 9.                 | «Electricity»                          | 3:51     |  |
| 10.                | «Violence»                             | 10:45    |  |
| 55:23              |                                        |          |  |

## Banda
- Vincent Cavanagh — voces, guitarra
- Daniel Cavanagh — guitarra, teclados, coros
- Les Smith — teclados, arreglos
- Jamie Cavanagh — bajo, arreglos
- John Douglas — batería
- Lee Douglas y Anna Livingstone - voces adicionales